# Фудбалска репрезентација Југославије 1932.
Фудбалска репрезентација Југославије је 1932. године одиграла осам утакмица, од којих су три одигране у Балканском купу а пет их је било пријатељских. Биланс је био три победе и пет пораза са позитивном гол-разликом. У овој сезони у репрезентацији су играла 26 фудбалера, од којих су њих осморица били дебитанти.

## Резултати
| #   | Датум  | Противник    | Рез.      | Стрелци | Стадион, Место               | Глед.  | Судија                        | Састав | Врста | Извор |
| --- | ------ | ------------ | --------- | --- | ---------------------------- | ------ | ----------------------------- | --- | ----- | ----- |
| 50. | 20.04. | Шпанија      | 1:2 (1:2) | 0:1 Лангара 25‘, 0:2 Луис Регвеиро 25‘, 1:2 Вујадиновић 41‘ (6) | Стадион Буенависта Овиједо   | 25.000 | Таварес да Силва Португалија  | Спасић (Југ. 6/0), Загорац (Сла. 1/0), Тошић (БСК 4/0), Арсенијевић (БСК 26/0), Премерл (Гра. 25/1), Ралић (Кон. 1/0), Тирнанић (БСК 19/4), Марјановић (БСК 28/17), Вујадиновић (БСК 11/6), Гилер (Гра. 11/3), Бабић (Кон. 2/0) Селектор:Бошко Симоновић (17)                                  | ПУ    |       |
| 51. | 03.05. | Португалија  | 2:3 (1:2) | 0:1 А. де Соуза Пинга 23‘, 1:1 Вујадиновић 34‘ (7), 1:2 А. Валадас 42‘, 1:3 М. Соеиро 65‘, 2:3 Вујадиновић 85‘ (8)                                                             | Стадион До Лумиар Лисабон    | 30.000 | Педро Ескартина Шпанија       | Спасић (Југ. 7/0), Загорац (Сла. 2/0), Тошић (БСК 5/0), Арсенијевић (БСК 27/0), Премерл (Гра. 26/1), Гајер (ХАШК 1/0), Тирнанић (БСК 20/4), Марјановић (БСК 29/17), Ралић (Кон. 2/0), Вујадиновић (БСК 12/8), Бабић (Кон. 3/0) Селектор:Бошко Симоновић (18)                                   | ПУ    |       |
| 52. | 29.05. | Пољска       | 0:3 (0:0) | 0:1 Наврот 48‘, 0:2 Ћишевски 52‘, 0:3 Наврот 77‘ | Стадион ХШК Грађански Загреб | 6.000  | Густав Крист Чехословачка     | Спасић (Југ. 8/0) (Демић (Кон. 1/0)), Сливак (ХАШК 1/0), Ковачић (ХАШК 1/0), Ралић (Кон. 3/0), Премерл (Гра. 27/1), Марушић (Хај. 6/0), Тирнанић (БСК 21/4), Марјановић (БСК 30/17), Лемешић (Хај. 5/3), Вујадиновић (БСК 13/8), Зечевић (Југ. 5/1) Селектор:Бошко Симоновић (19)              | ПУ    |       |
| 53. | 05.06. | Француска    | 2:1 (1:1) | 0:1 Алакзар 2‘, 1:1 Глишовић 26‘ (1), 2:1 Глишовић 68‘ (2) | Стадион БСК-а Београд        | 10.000 | Франтишек Чејнар Чехословачка | Спасић (Југ. 9/0), Загорац (Сла. 3/0), Тошић (БСК 6/0), Арсенијевић (БСК 28/0), Премерл (Гра. 28/1), Марушић (Хај. 7/0), Тирнанић (БСК 22/4), Глишовић (БСК 1/2), Милошевић (Југ. 2/0), Гилер (Гра. 12/3), Зечевић (Југ. 6/1) Селектор:Бошко Симоновић (20)                                    | ПУ    |       |
| 54. | 26.06. | Грчка        | 7:1 (3:1) | 0:1 Китсос 4‘, 1:1 Тирнанић 5‘ (5), 2:1 Живковић 14‘ (2), 3:1 Живковић 25‘ (3), 4:1 Глишовић 62‘ (пен.) (3), 5:1 Вујадиновић 66‘ (9), 6:1 Зечевић 71‘ (2), 7:1 Зечевић 85‘ (3) | Стадион БСК-а Београд        | 10.000 | Денис Ксифандо Румунија       | Спасић (Југ. 10/0), Ивковић (БАСК 34/0), Ковачић (ХАШК 2/0), Арсенијевић (БСК 29/0), Гајер (ХАШК 2/0), Марушић (Хај. 8/0), Тирнанић (БСК 23/5), Глишовић (БСК 2/3), Живковић (Гра. 2/3), Вујадиновић (БСК 14/9), Зечевић (Југ. 7/3) Селектор:Бошко Симоновић (21)                              | БК    |       |
| 55. | 30.06. | Бугарска     | 2:3 (0:2) | 0:1 Пешев 4‘, 0:2 Пешев 35‘, 0:3 Лозанов 48‘, 1:3 Живковић 82‘ (4), 2:3 Живковић 87‘ (5)                                                                                       | Стадион БСК-а Београд        | 6.000  | Ставрос Хацопулос Грчка       | Спасић (Југ. 11/0), Димитријевић (Југ. 3/0), Ковачић (ХАШК 3/0), Арсенијевић (БСК 30/0), Премерл (Гра. 29/1), Марушић (Хај. 9/0), Тирнанић (БСК 24/5), Глишовић (БСК 3/3), Живковић (Гра. 3/5), Гилер (Гра. 13/3), Зечевић (Југ. 8/3) Селектор:Бошко Симоновић (22)                            | БК    |       |
| 56. | 02.07. | Румунија     | 3:1 (3:1) | 1:0 Зечевић 23‘ (4), 2:0 Живковић 30‘ (6), 2:1 Бодола 37‘, 3:1 Вујадиновић 42‘ (10)                                                                                            | Стадион БСК-а Београд        | 8.000  | Ставрос Хацопулос Грчка       | Спасић (Југ. 12/0), Ивковић (БАСК 35/0), Ковачић (ХАШК 4/0), Арсенијевић (БСК 31/0), Гајер (ХАШК 3/0), Лехнер (Сла. О. 2/0), Тирнанић (БСК 25/5), Марјановић (БСК 31/17) (Глишовић (БСК 4/3)), Живковић (Гра. 4/6), Вујадиновић (БСК 15/10), Зечевић (Југ. 9/4) Селектор:Бошко Симоновић (23)  | БК    |       |
| 57. | 09.10. | Чехословачка | 1:2 (1:1) | 0:1 Пуц 4‘, 1:1 Живковић 38‘ (7), 2:1 Неједли 68‘ | Стадион БСК-а Београд        | 17.000 | Михаљ Иванчич Мађарска        | Спасић (Југ. 13/0), Димитријевић (Југ. 4/0), Лукић (Југ. 3/0), Арсенијевић (БСК 32/0), Гајер (ХАШК 4/0), Лехнер (Сла. О. 3/0), Тирнанић (БСК 26/5), Марјановић (БСК 32/17) (Марковић (Вој. 1/0)), Живковић (Гра. 5/7), Милошевић (Југ. 3/0), Зечевић (Југ. 10/4) Селектор:Бошко Симоновић (24) | ПУ    |       |

### Биланс репрезентације у 1932 год
| Година | Играла | Добила | Нерешила | Игубила | Голова дала | Голова примила | Гол-разлика |
| ------ | ------ | ------ | -------- | ------- | ----------- | -------------- | ----------- |
| 1932   | 8      | 3      | 0        | 5       | 18          | 16             | +2          |

### Укупан биланс репрезентације 1920 — 1932 год
| Година  | Играла | Добила | Нерешила | Игубила | Голова дала | Голова примила | Гол-разлика |
| ------- | ------ | ------ | -------- | ------- | ----------- | -------------- | ----------- |
| 1932    | 8      | 3      | 0        | 5       | 18          | 16             | +2          |
| 1920-31 | 49     | 19     | 4        | 26      | 95          | 130            | -35         |
| Укупно  | 57     | 22     | 4        | 31      | 113         | 146            | -33         |

### Играли 1932
| ред. бр | Име                    | Клуб             | Играо 1932. | Укупно играо | Голови 1932. | Укупно голова |
| ------- | ---------------------- | ---------------- | ----------- | ------------ | ------------ | ------------- |
| 1.      | Александар Тирнанић    | БСК              | 8           | 26           | 1            | 5             |
| 1.      | Јован Спасић           | Југославија      | 8           | 13           | 0            | 0             |
| 3.      | Милорад Арсенијевић    | БСК              | 7           | 32           | 0            | 0             |
| 4.      | Добривоје Зечевић      | Југославија      | 6           | 10           | 3            | 4             |
| 5.      | Благоје Марјановић     | БСК              | 5           | 32           | 0            | 17            |
| 5.      | Данијел Премерл        | Грађански        | 5           | 29           | 0            | 1             |
| 5.      | Ђорђе Вујадиновић      | БСК              | 5           | 15           | 5            | 10            |
| 8.      | Анђелко Марушић        | Хајдук Сплит     | 4           | 9            | 0            | 0             |
| 8.      | Александар Живковић    | Грађански        | 4           | 5            | 6            | 7             |
| 8.      | Иван Гајер             | ХАШК             | 4           | 4            | 0            | 0             |
| 8.      | Фране Ковачић          | ХАШК             | 4           | 4            | 0            | 0             |
| 8.      | Светислав Глишовић     | БСК              | 4           | 4            | 3            | 3             |
| 13.     | Фрањо Гилер            | Грађански        | 3           | 13           | 0            | 3             |
| 13.     | Драган Тошић           | БСК              | 3           | 6            | 0            | 0             |
| 13.     | Славко Загорац         | Славија Сарајево | 3           | 3            | 0            | 0             |
| 13.     | Бошко Ралић            | Конкордија       | 3           | 3            | 0            | 0             |
| 17.     | Милутин Ивковић        | БАСК             | 2           | 35           | 0            | 0             |
| 17.     | Бранислав Димитријевић | Југославија      | 2           | 4            | 0            | 0             |
| 17.     | Никола Бабић           | Конкордија       | 2           | 3            | 0            | 0             |
| 17.     | Славко Милошевић       | Југославија      | 2           | 3            | 0            | 0             |
| 17.     | Густав Лехнер          | Славија Осијек   | 2           | 3            | 0            | 0             |
| 22.     | Лео Лемешић            | Хајдук Сплит     | 1           | 5            | 0            | 3             |
| 22.     | Мирослав Лукић         | Југославија      | 1           | 3            | 0            | 0             |
| 22.     | Сергије Демић          | Конкордија       | 1           | 1            | 0            | 0             |
| 22.     | Иван Сливак            | ХАШК             | 1           | 1            | 0            | 0             |
| 22.     | Душан Марковић         | Војводина        | 1           | 1            | 0            | 0             |

### Највише одиграних утакмица 1920 — 1932
| ред. бр | Име                   | Клуб        | Играо 1932. | Укупно играо | Голови 1932. | Укупно голова |
| ------- | --------------------- | ----------- | ----------- | ------------ | ------------ | ------------- |
| 1.      | Милутин Ивковић       | БАСК        | 2           | 35           | 0            | 0             |
| 2.      | Милорад Арсенијевић   | БСК         | 7           | 32           | 0            | 0             |
| 2.      | Благоје Марјановић    | БСК         | 5           | 32           | 0            | 17            |
| 4.      | Данијел Премерл       | ХАШК        | 5           | 29           | 1            | 1             |
| 5.      | Александар Тирнанић   | БСК         | 8           | 26           | 1            | 5             |
| 6.      | Максимилијан Михалчић | Грађански   | 0           | 18           | 0            | 0             |
| 7.      | Ђорђе Вујадиновић     | БСК         | 5           | 15           | 5            | 10            |
| 8.      | Емил Першка           | Грађански   | 0           | 14           | 0            | 2             |
| 9.      | Јован Спасић          | Југославија | 8           | 13           | 0            | 0             |
| 9.      | Фрањо Гилер           | Грађански   | 3           | 13           | 0            | 3             |

### Листа стрелаца 1932
| Пласман | Име                 | Клуб        | Играо 1932. | Укупно играо | Голови 1932. | Укупно голова |
| ------- | ------------------- | ----------- | ----------- | ------------ | ------------ | ------------- |
| 1.      | Александар Живковић | Конкордија  | 4           | 5            | 6            | 7             |
| 2.      | Ђорђе Вујадиновић   | БСК         | 5           | 15           | 5            | 10            |
| 3.      | Добривоје Зечевић   | Југославија | 6           | 10           | 3            | 4             |
| 3.      | Светислав Глишовић  | БСК         | 4           | 4            | 3            | 3             |
| 5.      | Александар Тирнанић | БСК         | 8           | 26           | 1            | 5             |

### Листа стрелаца 1920 — 1932
| Пласман | Име                  | Клуб        | Играо 1932. | Укупно играо | Голови 1932. | Укупно голова |
| ------- | -------------------- | ----------- | ----------- | ------------ | ------------ | ------------- |
| 1.      | Благоје Марјановић   | БСК         | 5           | 32           | 0            | 17            |
| 2.      | Ђорђе Вујадиновић    | БСК         | 5           | 15           | 5            | 10            |
| 3.      | Иван Хитрец          | ХАШК        | 0           | 10           | 0            | 9             |
| 4.      | Александар Живковић  | Конкордија  | 4           | 5            | 6            | 7             |
| 5.      | Александар Тирнанић  | БСК         | 8           | 26           | 1            | 5             |
| 6.      | Добривоје Зечевић    | Југославија | 6           | 10           | 3            | 4             |
| 6.      | Бранко Зинаја        | ХАШК        | 0           | 6            | 0            | 4             |
| 6.      | Драган Јовановић     | Југославија | 0           | 8            | 0            | 4             |
| 6.      | Иван Бек             | Сет. ФРА    | 0           | 7            | 0            | 4             |
| 10.     | Светислав Глишовић   | БСК         | 4           | 4            | 3            | 3             |
| 10.     | Владимир Винек       | Конкордија  | 0           | 6            | 0            | 3             |
| 10.     | Славин Циндрић       | Конкордија  | 0           | 5            | 0            | 3             |
| 10.     | Мирко Боначић        | Хајдук      | 0           | 6            | 0            | 3             |
| 10.     | Фрањо Гилер          | Грађански   | 3           | 13           | 0            | 3             |
| 10.     | Александар Томашевић | БАСК        | 0           | 2            | 0            | 3             |
| 10.     | Лео Лемешић          | Хајдук      | 0           | 4            | 0            | 3             |